# Jauchzet Gott in allen Landen
Jauchzet Gott in allen Landen (in tedesco, "Lodate il Signore in tutte le terre") BWV 51 è una cantata di Johann Sebastian Bach.

## Storia
La cantata è scritta per soprano solista, tromba, violini, viole e basso continuo. È una delle quattro cantate sacre di Bach composte per soprano solo (le altre sono Falsche Welt, dir trau ich nicht BWV 52, Ich bin vergnügt mit meinem Glücke BWV 84 e Mein Herze schwimmt im Blut BWV 199). Vi sono, comunque, diverse cantate profane per soprano solista (BWV 202, 204, 209 e 210). Il manoscritto di Bach indica che venne composta per la XV domenica dopo la Trinità "et in ogni tempo". Quest'ultima espressione indica la natura eventualmente speciale del lavoro, così come il testo non ha alcuna pertinenza diretta alle lezioni scritturali per quella specifica domenica.

## Struttura
La cantata è divisa in quattro movimenti (o cinque, se l'alleluja conclusivo viene considerato come un movimento a parte):
1. Jauchzet Gott in allen Landen ("Lodate il Signore in tutte le terre"), un'aria col da capo.
2. Wir beten zu dem Tempel an ("Offriamo le nostre preghiere al tempio"), segnato nella partitura come un recitativo, è tuttavia strutturato in maniera così melismatica che potrebbe essere considerato un arioso accompagnato dagli archi. Il testo di questo pezzo è tratto da salmi 26 e 138.
3. Höchster, mache deine Güte ("Nell'alto, rinnovare la vostra bontà"), brano accompagnato dal solo basso continuo.
4. Sei Lob und Preis mit Ehren ("Lodi, preghiere ed onori"), una fantasia sulla quinta strofa del corale di Johann Gramann Nun lob, mein Seel, den Herren (Bach utilizzò lo stesso verso per concludere la cantata Wir danken dir, Gott, wir danken dir BWV 29), suonato da archi e basso continuo con il soprano come cantus firmus. Senza interruzioni, si passa al fugato Alleluja conclusivo.

L'autore del testo del primo movimento e del terzo è sconosciuto, ma alcuni ipotizzano possa essere lo stesso Bach.
Sia la parte del soprano, che copre due ottave e richiede un do alto nel primo e nell'ultimo movimento, che la parte della tromba solista, sono estremamente virtuosistiche. Ci sono state diverse ipotesi circa l'identità della cantante per la quale Bach compose la cantata, ma non è stata raggiunta alcuna conclusione definitiva sulla questione. La parte della tromba, invece, fu probabilmente scritta per Gottfried Reiche, trombettista di Bach a Lipsia.
Anche in virtù della sua complessità, la parte di soprano è generalmente eseguita da voce femminile, e solo alcune voci bianche soliste, come Allan Bergius e Max Emanuel Cenčić, vi ci si sono cimentate con successo.

## Discografia
- Cantata BWV 51, John Eliot Gardiner/Emma Kirkby - 1983 Philips
- Cantata BWV 51, Karl Richter/Münchener Bach-Orchester/Edith Mathis, 1999 Deutsche Grammophon